# Montserratina bofilliana
Montserratina bofilliana é uma espécie de gastrópode  da família Hygromiidae.
Pode ser encontrada nos seguintes países: Montserrat e Espanha.